# Trappes
Trappes är en kommun i departementet Yvelines i regionen Île-de-France i norra Frankrike. Kommunen ligger i kantonen Trappes som tillhör arrondissementet Versailles. År 2022 hade Trappes 34 276 invånare.

## Befolkningsutveckling
Antalet invånare i kommunen Trappes
| Referens: INSEE |